# Црвенолеђа мишјакиња
Црвенолеђа мишјакиња (лат. Colius castanotus) врста је птице из породице мишјакиња.

## Опис
Као и остале мишјакиње, и црвенолеђа мишјакиња поседује перје које подсећа на мекану длаку миша, али је позната и по својим црвеним или кестењастим перјем на леђима. Дуга је око 35 центиметара, а тешка је између 45 и 60 грама. Леђа су јој карактеристичне смећкасто-црвене боје. Остатак тела је циметасто-смеђе боје. Трбух је бледо-златан. Крила ове птице су кратка и заобљена, тако да она није адаптирана да дуге летове. Лет јој додатно отежава и дуг реп, који углавном заузима половину дужине тела. Просечан животни век црвенолеђе мишјакиње износи између 10 и 12 година.

## Распрострањеност
Речне обале које обезбеђују изворе воде за вегетацију дрвећа и жбуња представљају идеалне услове за живот мишјакиња, а живе углавном са обе стране границе између Анголе и Намибије. За разлику од осталих припадница своје врсте, црвенолеђе мишјакиње воле шуме са мање дрвећа. Такође воле и грмље, нарочито оно богато трњем, које им обезбеђује да буду далеко од својих предатора.

## Исхрана
Исхрана црвенолеђе мишјакиње састоји се углавном од биљних плодова попут бобица или разног семења које налазе у свом окружењу или на усевима и фармама. Остале компоненте у исхрани чине мале животиње попут инсеката или малих кичмењака, као што су гуштери и жабе.

## Размножавање
Гнездо је неуредно, облика шалице. Направљено је од биљног или животињског материјала (перје) и испуњено лишћем. Обично се налази скривено међу растињем, али понекад је и близу тла. У његовом прављењу учествују и мужјак и женка. Јаја су обично беле боје са црнкастим и браонкастим мрљама. У гнезду се налазе 2-5 јаја, која инкубирају оба пола две до три седмице. Занимљиво код ове врсте је то да родитељима могу помоћи и птице из другог легла, тако да, на пример, још један мужјак може чувати гнездо, а и женка може да дели гнездо са другом женком приликом лежања на јајима. Птићи обично науче да лете 17 дана након излегања из гнезда.